# Équipe de Pologne masculine de handball
Maillots
Dernière mise à jour : 19 janvier 2023.

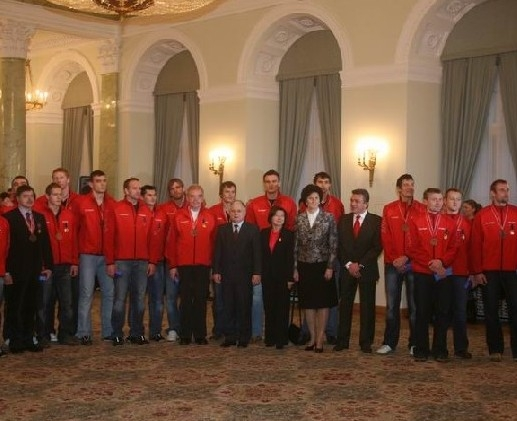
La sélection polonaire avec le président Lech Kaczynski (Palais présidentiel, 5 février 2007)

L'équipe de Pologne masculine de handball représente la Fédération polonaise de handball lors des compétitions internationales, notamment aux Championnats du monde et aux Championnats d'Europe.

## Palmarès
Jeux olympiques
- (1976)

Championnats du monde
- (2007)
- (1982, 2009, 2015)

### Parcours détaillé
| Édition             | Rang          |
| ------------------- | ------------- |
| Munich 1972         | 10e place     |
| Montréal 1976       | 3e place      |
| Moscou 1980         | 7e place      |
| Los Angeles 1984    | Boycott       |
| Séoul 1988          | Non qualifiée |
| Barcelone 1992      | Non qualifiée |
| Atlanta 1996        | Non qualifiée |
| Sydney 2000         | Non qualifiée |
| Athènes 2004        | Non qualifiée |
| Pékin 2008          | 5e place      |
| Londres 2012        | Non qualifiée |
| Rio de Janeiro 2016 | 4e place      |
| Japon 2020          | Non qualifiée |
| France 2024         | Non qualifiée |
| Total               | 5/14          |

| Édition                      | Rang          |
| ---------------------------- | ------------- |
| Portugal 1994                | Non qualifiée |
| Espagne 1996                 | Non qualifiée |
| Italie 1998                  | Non qualifiée |
| Croatie 2000                 | Non qualifiée |
| Suède 2002                   | 15e place     |
| Slovénie 2004                | 16e place     |
| Suisse 2006                  | 10e place     |
| Norvège 2008                 | 7e place      |
| Autriche 2010                | 4e place      |
| Serbie 2012                  | 9e place      |
| Danemark 2014                | 6e place      |
| Pologne 2016                 | 7e place      |
| Croatie 2018                 | Non qualifiée |
| / Autr., Norv. et Suède 2020 | 21e place     |
| / Hongrie et Slovaquie 2022  | 12e place     |
| Allemagne 2024               | 16e place     |
| Total                        | 11/16         |

| Édition                      | Rang            |
| ---------------------------- | --------------- |
| Allemagne 1938               | Non qualifiée   |
| Suède 1954                   | Non qualifiée   |
| Allemagne de l'Est 1958      | 5e place        |
| Allemagne de l'Ouest 1961    | Non qualifiée   |
| Tchécoslovaquie 1964         | Non qualifiée   |
| Suède 1967                   | 12e place       |
| France 1970                  | 14e place       |
| Allemagne de l'Est 1974      | 4e place        |
| Danemark 1978                | 6e place        |
| Allemagne de l'Ouest 1982    | 3e place        |
| Suisse 1986                  | 14e place       |
| B Italie 1987                | 3e place        |
| B France 1989                | 2e place        |
| Tchécoslovaquie 1990         | 11e place       |
| Suède 1993                   | Non qualifiée   |
| Islande 1995                 | Non qualifiée   |
| Japon 1997                   | Non qualifiée   |
| Égypte 1999                  | Non qualifiée   |
| France 2001                  | Non qualifiée   |
| Portugal 2003                | 10e place       |
| Tunisie 2005                 | Non qualifiée   |
| Allemagne 2007               | Vice-champion   |
| Croatie 2009                 | 3e place        |
| Suède 2011                   | 8e place        |
| Espagne 2013                 | 9e place        |
| Qatar 2015                   | 3e place        |
| France 2017                  | 17e place       |
| / Allemagne et Danemark 2019 | Non qualifiée   |
| Égypte 2021                  | 13e place       |
| / Pologne et Suède 2023      | 15e place       |
| / Norv., Cro. et Dan. 2025   | qualifiée       |
| Total                        | 17 (+1)/28 (+1) |

## Effectif actuel
Les 20 joueurs sélectionnés pour disputer l'Euro 2024 sont :

## Effectifs antérieurs

### Championnat du monde 2015
L'effectif de la Pologne, médaillée de bronze, était :
- Sławomir Szmal
- Piotr Wyszomirski
- Przemysław Krajewski
- Robert Orzechowski
- Karol Bielecki
- Andrzej Rojewski
- Adam Wiśniewski
- Bartosz Jurecki
- Michał Jurecki
- Piotr Grabarczyk
- Mariusz Jurkiewicz
- Kamil Syprzak
- Michał Daszek
- Michał Szyba
- Piotr Chrapkowski

Sélectionneur
- Michael Biegler

### Championnat du monde 2009
L'effectif de la Pologne, médaillée de bronze, était :
- Sławomir Szmal
- Bartłomiej Jaszka
- Krzysztof Lijewski
- Patryk Kuchczyński
- Karol Bielecki
- Artur Siódmiak
- Daniel Żółtak
- Damian Wleklak
- Bartosz Jurecki
- Mariusz Jurasik
- Michał Jurecki
- Tomasz Tłuczyński
- Mariusz Jurkiewicz
- Adam Malcher
- Marcin Lijewski
- Rafał Gliński

Sélectionneur
- / Bogdan Wenta

### Championnat du monde 2007
L'effectif de la Pologne, vice-championne du monde en 2007, était
- Sławomir Szmal
- Zbigniew Kwiatkowski
- Krzysztof Lijewski
- Patryk Kuchczyński
- Mateusz Jachlewski
- Grzegorz Tkaczyk
- Karol Bielecki
- Artur Siódmiak
- Damian Wleklak
- Bartosz Jurecki
- Mariusz Jurasik
- Michał Jurecki
- Adam Weiner
- Rafal Kuptel
- Tomasz Tłuczyński
- Marcin Lijewski

Sélectionneur
- Bogdan Wenta

### Championnat du monde 1982
L'effectif de la Pologne, médaillée de bronze, était :
- Gardiens de but
  - Andrzej Kącki (en)
  - Andrzej Mientus (pl)
  - Andrzej Szymczak
- Pivots
  - Ryszard Jedlinski (en)
  - Henryk Mrowiec (pl)
- Arrières
  - Lesław Dziuba (pl)
  - Alfred Kałuziński
  - Jerzy Klempel
  - Grzegorz Kosma (pl)
  - Marek Panas (pl)
  - Zbigniew Tłuczyński (pl)
  - Daniel Waszkiewicz (pl)
- Ailiers
  - Janusz Brzozowski (handball) (pl)
  - Jerzy Garpiel (pl)
  - Zbigniew Gawlik (pl)
- Entraîneurs
  - Zygfryd Kuchta
  - Aleksander Wiecanowski (pl)

### Jeux olympiques de 1976
L'effectif de la Pologne, médaillée de bronze, était :
- Zdzisław Antczak
- Piotr Cieśla
- Jan Gmyrek
- Alfred Kałuziński
- Jerzy Klempel
- Zygfryd Kuchta
- Jerzy Melcer
- Ryszard Przybysz
- Henryk Rozmiarek
- Andrzej Sokołowski
- Andrzej Szymczak
- Mieczysław Wojczak
- Włodzimierz Zieliński

Sélectionneur
- Janusz Czerwiński

## Personnalités liées à la sélection

### Joueurs distingués
Parmi les joueurs qui se sont distingués, on trouve :
- Jerzy Klempel : meilleur buteur de la sélection, meilleur buteur du championnat du monde 1978 et des Jeux olympiques de 1980 ;
- Sławomir Szmal : joueur le plus capé, élu meilleur handballeur mondial de l'année en 2009 et meilleur gardien du championnat d'Europe 2010 ;
- Marcin Lijewski : élu meilleur arrière droit des championnats du monde 2007, 2009
- Mariusz Jurasik : élu meilleur ailier droit du championnat du monde 2007
- Krzysztof Lijewski : élu meilleur arrière droit du championnat d'Europe 2014
- Michał Jurecki : élu meilleur arrière gauche du championnat d'Europe 2016
- Bartosz Jurecki : élu meilleur pivot du championnat du monde 2015

### Statistiques des joueurs
| N°                                               | Joueur              | Carrière    | Sél |
| ------------------------------------------------ | ------------------- | ----------- | --- |
| 1                                                | Sławomir Szmal      | 1998-2018   | 298 |
| 2                                                | Karol Bielecki      | 2002-2017   | 259 |
| 3                                                | Marcin Lijewski     | 1997-2013   | 251 |
| 4                                                | Bartosz Jurecki     | 2004-2016   | 237 |
| 5                                                | Andrzej Szymczak    | 1967-1984   | 234 |
| 6                                                | Jerzy Klempel       | 1972-1984   | 221 |
| 7                                                | Daniel Waszkiewicz  | 1977-1989   | 214 |
| 8                                                | Mariusz Jurasik     | 1997-2012   | 207 |
| 9                                                | Alfred Kałuziński   | 1973-1982   | 204 |
| 10                                               | Patryk Kuchczyński  | 2002-2014   | 201 |
| 11                                               | Michał Jurecki      | 2005-2017   | 198 |
| 12                                               | Bogdan Wenta        | 1981-1994   | 191 |
| 13                                               | Zbigniew Tłuczyński | 1978-1990   | 186 |
| 14                                               | Krzysztof Lijewski  | 2003-2017   | 185 |
| 15                                               | Kamil Syprzak       | depuis 2011 | 180 |
| 16                                               | Zbigniew Plechoć    | 1983-1990   | 178 |
| 17                                               | Henryk Rozmiarek    | 1971-1980   | 177 |
| 18                                               | Jan Gmyrek          | 1970-1979   | 176 |
| 19                                               | Damian Wleklak      | 1998-2009   | 164 |
| 20                                               | Mariusz Jurkiewicz  | 2002-2017   | 163 |
| Statistiques au 29 janvier 2025[réf. nécessaire] |                     |             |     |

| N°                                               | Joueur              | Carrière    | Buts |
| ------------------------------------------------ | ------------------- | ----------- | ---- |
| 1                                                | Jerzy Klempel       | 1972-1984   | 1170 |
| 2                                                | Karol Bielecki      | 2002-2017   | 962  |
| 3                                                | Bogdan Wenta        | 1981-1994   | 763  |
| 4                                                | Bartosz Jurecki     | 2004-2016   | 732  |
| 5                                                | Marcin Lijewski     | 1997-2013   | 711  |
| 6                                                | Robert Nowakowski   | 1989-2003   | 709  |
| 7                                                | Daniel Waszkiewicz  | 1977-1989   | 705  |
| 8                                                | Mariusz Jurasik     | 1997-2012   | 704  |
| 9                                                | Alfred Kałuziński   | 1973-1982   | 620  |
| 10                                               | Grzegorz Tkaczyk    | 2000-2012   | 549  |
| 11                                               | Michał Jurecki      | 2005-2017   | 547  |
| 12                                               | Zbigniew Tłuczyński | 1978-1990   | 527  |
| 13                                               | Arkadiusz Moryto    | depuis 2017 | 510  |
| 14                                               | Tomasz Tłuczyński   | 2006-2012   | 503  |
| 15                                               | Lesław Dziuba       | 1981-1990   | 447  |
| 16                                               | Krzysztof Lijewski  | 2003-2017   | 439  |
| 17                                               | Patryk Kuchczyński  | 2002-2014   | 435  |
| 18                                               | Zbigniew Plechoć    | 1983-1990   | 427  |
| 19                                               | Kamil Syprzak       | depuis 2011 | 417  |
| 20                                               | Michał Daszek       | depuis 2013 | 386  |
| Statistiques au 29 janvier 2025[réf. nécessaire] |                     |             |      |

### Sélectionneurs
- Tadeusz Tomosz et Antoni Szymański : de 1952 à 1953
- Jerzy Til et Władysław Stawiarski : de 1954 à 1956
- Tadeusz Breguła et Jerzy Til : de 1957 à 1967
- Janusz Czerwiński : de 1967 à 1976
- Stanisław Majorek : de 1976 à 1978
- Jacek Zglinicki : de 1978 à 1980
- Zygfryd Kuchta : de 1981 à 1984
- Stefan Wrześniewski : de 1984 à 1986
- Zenon Łakomy : de 1986 à 1990
- Michał Kaniowski : de 1990 à 1992
- Bogdan Kowalczyk : de 1992 à 1993
- Bogdan Kowalczyk et Jerzy Eliasz : de 1993 à 1994
- Jacek Zglinicki : de 1994 à 1996
- Zygfryd Kuchta : de 1998 à octobre 2000
- Bogdan Zajączkowski : octobre 2000 à 2004
- Bogdan Wenta : 2004 à avril 2012
- Daniel Waszkiewicz et Damian Wleklak : avril à septembre 2012
- Michael Biegler : 2012 à 2016
- Talant Dujshebaev : de février 2016 à mai 2017
- Piotr Przybecki : de mai 2017 à février 2019
- Patryk Rombel : de février 2019 à février 2023
- Marcin Lijewski : depuis mars 2023

## Confrontations contre la France
| Dates           | Rencontres | Victoires | Nuls | Défaites | Buts pour | Buts contre | Différence |
| --------------- | ---------- | --------- | ---- | -------- | --------- | ----------- | ---------- |
| 1958-1988       | 20         | 2         | 3    | 15       | 677       | 737         | -60        |
| 12 janvier 2023 | 40 (+2)    | 15        | 7    | 18       | ???       | ???         | ??         |